# Hard to Earn
Hard to Earn to czwarty album hip-hopowej grupy Gang Starr.

## Lista utworów
| #  | Tytuł                       | Autor                                                      | Produkcja        | Wykonawca                       |
| -- | --------------------------- | ---------------------------------------------------------- | ---------------- | ------------------------------- |
| 1  | „Intro [The First Step]”    |                                                            | DJ Premier, Guru | *Instrumental*                  |
| 2  | „ALONGWAYTOGO”              | Christopher Martin, Keith Elam                             | DJ Premier, Guru | Guru                            |
| 3  | „Code Of The Streets”       | Christopher Martin, Keith Elam                             | DJ Premier, Guru | Guru                            |
| 4  | „Brainstorm”                | Christopher Martin, Keith Elam                             | DJ Premier, Guru | Guru                            |
| 5  | „Tonz 'O' Gunz”             | Christopher Martin, Keith Elam                             | DJ Premier, Guru | Guru                            |
| 6  | „The Planet”                | Christopher Martin, Keith Elam                             | DJ Premier, Guru | Guru                            |
| 7  | „Aiiight Chill...”          | Christopher Martin, Keith Elam                             | DJ Premier, Guru | *Skit*                          |
| 8  | „Speak Ya Clout”            | Christopher Martin, Keith Elam, Jeru Kendrick Davis, Heath | DJ Premier, Guru | Jeru the Damaja, Lil' Dap, Guru |
| 9  | „DWYCK”                     | Christopher Martin, Keith Elam, Greg Mays, Daryl Barnes    | DJ Premier, Guru | Guru, Nice & Smooth             |
| 10 | „Words From The Nutcracker” | Christopher Martin, Keith Elam, Felder                     | DJ Premier, Guru | Melachi The Nutcracker          |
| 11 | „Mass Appeal”               | Christopher Martin, Keith Elam                             | DJ Premier, Guru | Guru                            |
| 12 | „Blowin' Up The Spot”       | Christopher Martin, Keith Elam                             | DJ Premier, Guru | Guru                            |
| 13 | „Suckas Need Bodyguards”    | Christopher Martin, Keith Elam                             | DJ Premier, Guru | Guru                            |
| 14 | „Now You’re Mine”           | Christopher Martin, Keith Elam                             | DJ Premier, Guru | Guru                            |
| 15 | „Mostly Tha Voice”          | Christopher Martin, Keith Elam                             | DJ Premier, Guru | Guru                            |
| 16 | „F.A.L.A.”                  | Christopher Martin, Keith Elam, Guy                        | DJ Premier, Guru | Big Shug, Guru                  |
| 17 | „Comin' For Datazz”         | Christopher Martin, Keith Elam                             | DJ Premier, Guru | Guru                            |

## Sample
Intro [The First Step]
- „Scarlet Woman” Weather Report

ALONGWAYTOGO
- „Snow Creatures” Quincy Jones
- „Impeach the President” The Honey Drippers
- „Just Us” Richard Pryor
- „Check the Rhime” A Tribe Called Quest

Code Of The Streets
- „Little Green Apples” Monk Higgins & the Specialites
- „Synthetic Substitution” Melvin Bliss

Tonz 'O' Gunz
- „Breakthrough” Isaac Hayes
- „Just to Get a Rep” Gang Starr (głos: Guru)

The Planet
- „It’s All Because She’s Gone” by Steve Davis
- „The Cuckoo” Taj Mahal
- „The Place Where We Dwell” Gang Starr (głos Guru)

Aiiight Chill...
- „Love and Happiness” Monty Alexander

Speak Ya Clout
- „Shack Up” Banbarra
- „Funk it Up” Caesar Frazier
- „Up Against the Wall” Quincy Jones
- „Cucumber Slumber” Weather Report

DWYCK
- „Hey Jude” Clarence Wheeler & the Enforcers
- „Synthetic Substitution” Melvin Bliss
- „Intro Promo” Redd Foxx

Words From The Nutcracker
- „Journey from Within” The Crudasers
- „Lock it in the Pocket” Grover Washington Jr.

Mass Appeal
- „Horizon Drive” Vic Juris
- „Pass Da Mic” Da Youngstas

Blowin' Up The Spot
- „Open All Night Drums” George Clinton

Suckas Need Bodyguards
- „Put Your Love (In My Tender Care)” The Fatback Band
- „It Takes Two” Rob Base and DJ E-Z Rock

Now You’re Mine
- „Poinciana (Live)” Ahmad Jamal

Mostly Tha Voice
- „Hey, Last Minute” The Meters
- „Bam Bam” Sister Nancy

Comin' For Datazz
- „Blind Alley” The Emotions

## Single
| Informacje                                                       |
| ---------------------------------------------------------------- |
| „Code Of The Streets” - Wydany: 1994 - B-side: „Speak Ya Clout”  |
| „Dwyck” - Wydany: 1994 - B-side:                                 |
| „Mass Appeal” - Wydany: 1994 - B-side:                           |
| „Suckas Need Bodyguards” - Wydany: 1994 - B-side: „The? Remainz” |

## Album na listach
| Rok  | Album        | Listy         | Listy                  | Listy |
| ---- | ------------ | ------------- | ---------------------- | ----- |
| Rok  | Album        | Billboard 200 | Top R&B/Hip Hop Albums |       |
| 1994 | Hard To Earn | #25           | #2                     |       |

## Single na listach
| Rok  | Utwór                  | Listy             | Listy                            | Listy           | Listy                              |
| ---- | ---------------------- | ----------------- | -------------------------------- | --------------- | ---------------------------------- |
| Rok  | Utwór                  | Billboard Hot 100 | Hot R&B/Hip-Hop Singles & Tracks | Hot Rap Singles | Hot Dance Music/Maxi-Singles Sales |
| 1994 | DWYCK                  | –                 | –                                | #25             | #12                                |
| 1994 | Mass Appeal            | #67               | #42                              | #10             | #3                                 |
| 1994 | Code Of The Streets    | –                 | #83                              | #33             | #5                                 |
| 1994 | Suckas Need Bodyguards | –                 | –                                | #44             | #18                                |